# 烈燄焚幣
《烈燄焚幣》又名《南美美男大盜》（西班牙語：Plata quemada）是一部2000年的阿根廷動作驚悚片，由馬塞洛·俾涅羅導演，兼與馬塞洛·菲葛拉共同編劇。主要演員包括李奧納多·斯巴拉格利亞、愛德華多·諾列加、帕布羅·埃查里、萊蒂西亞·布瑞迪和里卡多·巴蒂斯。影片改編自里卡多·篳利亞1997年獲西班牙行星小說獎的同名小說，小說靈感源自一起1965年發生在布宜諾斯艾利斯的著名銀行搶劫案。

## 劇情
尼利和安赫爾是一對盜匪，兩人一樣的英俊酷帥，外人都以為他們是雙胞胎，但他們不是骨肉相連的兄弟，而是生死相依的戀人。安赫爾是個虔誠的天主教徒，有一天，他在冥冥中似乎聽到神的召喚，對這種逾越宗教規範的愛情充滿犯罪感，開始疏離尼利，兩人感情出現危機。隨後，兩人接到一個搶劫銀行的計劃。安赫爾想要斬斷尼利對他藕斷絲連的情懷，尼利則希望通過這次合作能挽回安赫爾的心，兩人因此接受並全力投入這場搶劫行動。在逃亡過程中，伴隨著對生死未卜的忐忑，是兩人對愛的不斷追求和拒絕。絕望的尼利在影院、公廁流連，跟男人做愛，甚至去嫖妓，企圖忘卻安赫爾，但卻「抽刀斷水水更流」。最後他們反而在這個妓女告發下被軍警包圍。兩人突圍不成，最後把搶劫來的百萬美元以火焚燒，兩人在烈燄中相擁自盡。

## 主要角色
- 李奧納多·斯巴拉格利亞（英语：Leonardo Sbaraglia） 飾 尼利
- 愛德華多·諾列加 飾 安赫爾
- 帕布羅·埃查里（英语：Pablo Echarri） 飾 庫爾柏
- 萊蒂西亞·布瑞迪（英语：Leticia Brédice） 飾 吉賽兒
- 里卡多·巴蒂斯 飾 豐塔納

## 腳註
1. 1 2  . The New York Times. NYTimes.com.   [February 12, 2014]. （原始内容存档于2016-03-05）.

## 外部連結
- 互联网电影数据库（IMDb）上《烈燄焚幣》的资料（英文）
- AllMovie上《烈燄焚幣》的资料（英文）
- 爛番茄上《烈燄焚幣》的資料（英文）
- Plata quemada （页面存档备份，存于） at the cinenacional.com （西班牙文）